# Lennon Miller
Lennon Lee Miller (Wishaw, Escocia, 25 de agosto de 2006) es un futbolista británico. Juega como centrocampista y su equipo es el Udinese Calcio de la Serie A.

## Selección nacional
El 6 de junio de 2025 hizo su debut con la selección de Escocia en un amistoso frente a Islandia que perdieron por uno a tres.

## Clubes
| Club             | País    | Año       |
| ---------------- | ------- | --------- |
| Motherwell F. C. | Escocia | 2023-2025 |
| Udinese Calcio   | Italia  | 2025-     |